# Pomnik konny sir Johna Hawkwooda
Pomnik konny sir Johna Hawkwooda – fresk autorstwa renesansowego malarza Paola Uccella, znajdujący się na północnej ścianie nawy katedry Santa Maria del Fiore we Florencji.
W 1436 roku Uccello otrzymał zlecenie od rady miasta Florencji namalowania fresku, przedstawiającego posąg konny angielskiego żołnierza najemnego, kondotiera w służbie miasta, Johna Hawkwooda. Początkowo miano wystawić najemnikowi pomnik za jego zasługi, lecz z powodu braku funduszy postanowiono uczcić jego pamięć w nieco tańszy sposób, zlecając namalowanie malowidła ściennego przez artystę. W zleceniu znajdowało się zalecenie, by w tworzeniu fresku użyto monochromatycznej farby o zielonkawym odcieniu terra verde, która barwą przypomina patynę brązu. Postać Hawkwooda miała nawiązywać do antycznych posągów konnych, co miało sugerować, że jest godnym następcą rzymskiego wodza Fabiusa Maximusa. Pierwotna wersja fresku nie przypadła do gustu zleceniodawcom i Uccello musiał dokonać poprawek. Jeździec i koń zostali przedstawieni z profilu z zaznaczonymi jasnymi konturami, a całość widoczna jest z bardzo niskiej, nienaturalnej perspektywy. Zastosowanie dwóch perspektyw nadaje obrazowi wrażenie masywności i monumentalności.
W XIX wieku fresk został przeniesiony na płótno wraz z innym, bardzo podobnym, dziełem autorstwa Andrei del Castagna Portret jeźdźca Niccolò da Tolentino (1456).